# Fodé Ballo-Touré
Fodé Ballo-Touré (Conflans-Sainte-Honorine, 3 de janeiro de 1997) é um futebolista franco-senegalês que atua como lateral-esquerdo. Atualmente, está no Le Havre.

## Carreira
Após jogar nas categorias de base do AS Éragny e do Paris Saint-Germain, Ballo-Touré atuou no time B deste último, entre 2014 e 2017, quando seu contrato se encerrou. Sua estreia na Ligue 1 foi com a camisa do Lille, na vitória por 3 a 1 sobre o Nantes. Pelos Dogues, foram 47 jogos (45 pela primeira divisão, um pela Copa da França e outro pela Copa da Liga Francesa).
Em janeiro de 2019, assinou com o Monaco, onde chegou à final da Copa da França de 2020–21, terminando com o vice-campeonato. Com a camisa do time do principado, o lateral-esquerdo participou de 74 partidas (63 pela Ligue 1 e outras 11 pelas Copas nacionais).
Em julho de 2021, Ballo-Touré assinou com o Milan até 2025.

## Carreira internacional
Nascido em Conflans-Sainte-Honorine e com origem senegalesa, nos arredores de Paris, Ballo-Touré possui também ascendência malinesa. Ele chegou a defender as seleções de base da França, porém optou em jogar pela Seleção Senegalesa principal, fazendo sua estreia em março de 2021, num empate sem gols contra o Congo.
Convocado para a Copa das Nações Africanas de 2021, atuou como titular na estreia contra a Guiné e saiu do banco de reservas contra o Malaui, ambos na primeira fase. Ele ainda atuou nas oitavas-de-final contra Cabo Verde, entrando no lugar de Saliou Ciss (repetindo a substitução feita no jogo anterior), quando os Leões da Teranga venciam por 1 a 0,acompanhando os demais jogos no banco de reservas até a decisão contra o Egito, que terminou com vitória senegalesa nos pênaltis por 4 a 2.

## Títulos
Milan
- Campeonato Italiano: 2021–22[carece de fontes?]

Seleção Senegalesa
- Copa das Nações Africanas: 2021[12]